# 突脉青冈
突脉青冈（学名：Cyclobalanopsis elevaticostata）为壳斗科青冈属下的一个种。